# Sigi Finkel
Sigi Finkel (* 13. Oktober 1960 in Günzburg) ist ein deutscher Saxophonist und Flötist des Fusion- und des Modern Jazz, der zunehmend auch als Komponist tätig ist.

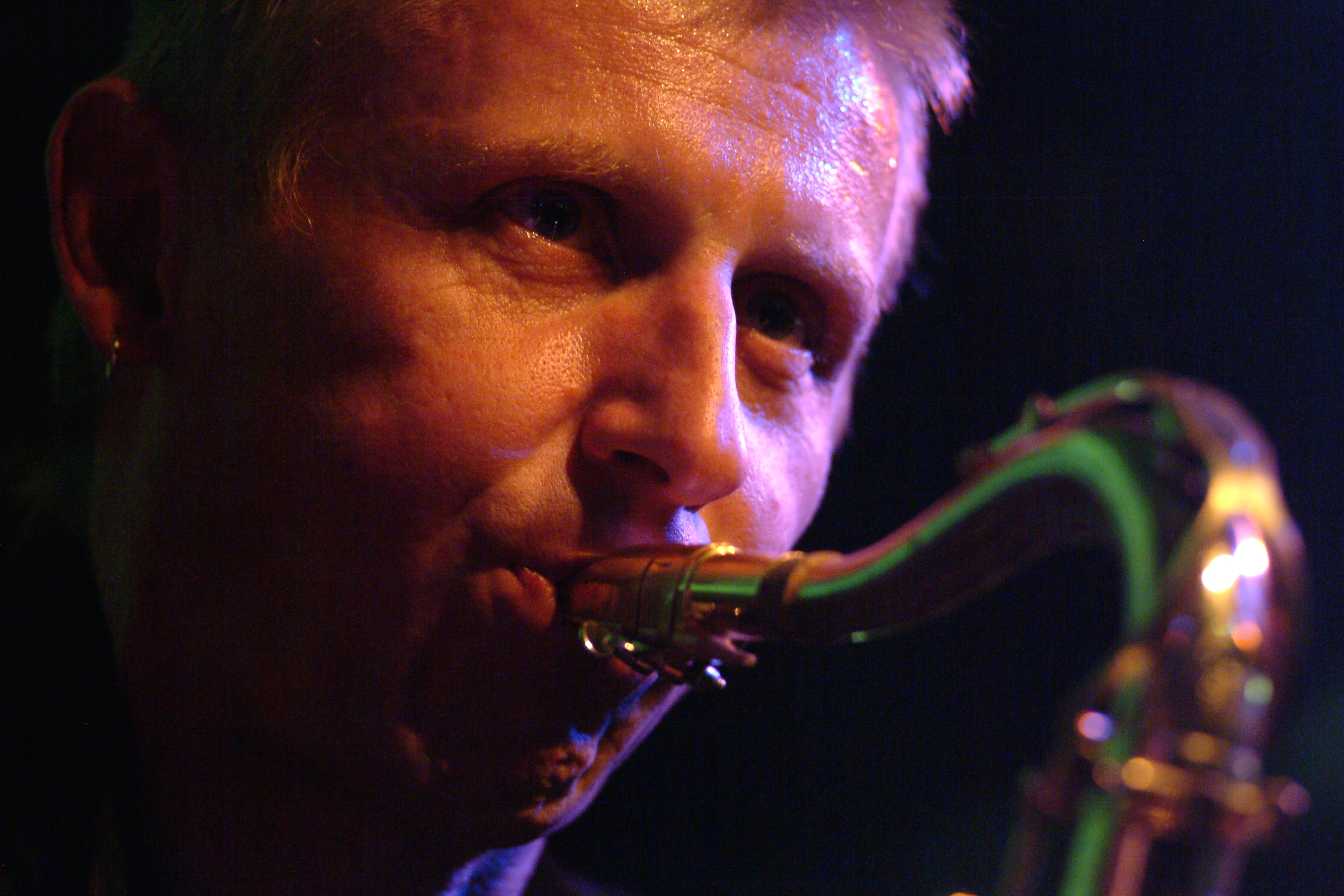
Sigi Finkel (2004 im Wiener Birdland)

## Leben und Wirken
Finkel hatte klassischen Klarinettenunterricht und nahm später Privatstunden bei Bobby Stern. 1982 zog er nach Wien, wo er mit verschiedenen Bands spielte, um 1986 nach einem längeren Indienaufenthalt die Gruppe Powerstation zu gründen, die 1988 ein erstes Album vorlegte („Nil“ mit Wolfgang Puschnig) und 1989 auf dem Montreux Jazz Festival auftrat. Eine zweite Einspielung der Band folgte mit Enrico Rava und Wolfgang Reisinger als Gastmusikern. 1991 gründete Finkel die Gruppe Caoma mit Tomasz Stańko, Ed Schuller und Billy Elgart, zu der später Herb Robertson, Mike Richmond und Wolfgang Reisinger gehörten. Die Gruppe eröffnete 1993 das Festival „Wien modern“ mit einer Aufführung von Bernd Alois Zimmermanns „Requiem für einen toten Dichter“. Finkel arbeitete auch mit Marty Cook, Lew Soloff, Wayne Darling, Tim Richards und John Abercrombie. Ende der 1990er Jahre trat er mit seiner Gruppe African Heart, zu der westafrikanische Musiker gehörten, bei europäischen Festivals und in afrikanischen Ländern auf; daneben spielte er mit Joseph Bowie und Kelvyn Bell, mit Christoph Spendel, mit Jarek Śmietana oder mit Milan Svobodas Contraband. Von 2005 bis 2023 spielte er im Duo mit Mamadou Diabate; mit ihm nahm er 2 CDs für den österreichischen Rundfunk ORF auf (Folikelaw, 2005 & Yala, 2010). Von 2006 bis 2013 war er Mitglied des Flamenco-Ensembles von Antonio Andrade. Er spielte weiterhin beim Vienna Rai Orchestra und tritt mit einem Soloprogramm auf. 2011 gründete er die Formation "Freihaus 4" mit Tini Kainrath, Melissa Coleman und Monika Lang (CD "Im Proda").
2015 gründet er ein Trio mit der Wienerlied Legende Karl Hodina und Vlado Blum. 2016 trifft er im Duo auf die Harfenistin Monika Stadler, mit der er seit dieser Zeit zusammenarbeitet (CD "Flower in the Desert"). 2025 debütiert er im Duo mit dem ungarischen Akkordeonisten Zoltan Migovics beim Wiener Akkordeonfestival (CD "Puszta").
Als Komponist schrieb er im Auftrag sehr unterschiedlicher Ensembles Musik im Grenzbereich zur klassischen Kunstmusik, so „SAX“ für das Wiener Saxophon Quartett oder „Satoon“ für die Österreichischen Kammersymphoniker. Auch ein großes Werk für Saxophonensemble The rise and fall of an empire stammt aus seiner Feder. Die Inspiration zu diesem Werk basiert auf dem Gemäldezyklus "The course of empire" von Thomas Cole.
Im Jahr 2000 wurde er von den Lesern der Zeitschrift Concerto zum „österreichischen Jazzmusiker des Jahres“ gewählt.

## Diskographische Hinweise
- Sigi Finkel Powerstation – NIL (1988) – Voyeur, Voyeur (1990)
- Caoma – Caoma (1991)
- Sigi Finkel Special Station – Sweet Sue (mit Enrico Rava, John Abercrombie, Ed Schuller, Wolfgang Reisinger, 1993)
- Sigi Finkel & Tim Richards – Devish Dances (1997) – Shibop (1999)
- Doop Troop – Don’t Tell Me (mit Joseph Bowie und Kelvyn Bell, 1999)
- African Heart – Heart Beat (1999) – African Echos (2001) – Spirits of Rhythm (2003) – Sarango (2005)
- Arabian Waltz – white caravan (2004)
- Sigi Finkel & Mamadou Diabate – Folikelaw (2005) – Yala (2010)
- Sigi Finkel & Christoph Spendel – Distorted Skies (2005)
- Solo-CD scenes & places (2007)
- Flamenco Compania Antonio Andrade Vaya con Dios (2008)
- Freihaus 4 - Im Proda (2013)
- Douba Foli – noir et blanc (2016)
- Sigi Finkel & Monika Stadler – Flower in the Desert (2018)
- Sigi Finkel & Zoltan Migovics – Puszta (2025)